# سهره آفریقایی
سهره آفریقایی (نام علمی: Crithagra citrinelloides) نام یک گونه از تیره سهره است.